# Stal Stalowa Wola (football)
Pour un article plus général, voir Stal Stalowa Wola.
Maillots
Dernière mise à jour : 30 juillet 2025.
Le Stal Stalowa Wola est un club sportif polonais basé à Stalowa Wola et fondé en 1938. Cette page est consacrée à sa section football.

## Histoire
Le Stal Stalowa Wola est fondé en 1938 sous l'impulsion de l'industrie métallurgiste.
Longtemps amateur, il n'obtient de bons résultats qu'à partir des années 1970, accédant pour la première fois de son histoire à la deuxième division en 1973. Il s'y maintient durant une quinzaine d'années, avant de disputer un barrage d'accession à la première division en 1987, qu'il remporte face au Górnik Knurów.
Pour sa première saison dans l'élite, le Stal Stalowa Wola termine à la dernière place et retombe à l'échelon inférieur. Il doit attendre trois ans pour y revenir, après avoir remporté le titre de champion de D2 en 1991. Même s'il y fait bonne figure, il termine une nouvelle fois dans la zone de relégation, à trois points de l'Olimpia Poznań, le premier non relégable. De retour en I liga après une seule saison en deuxième division, le Stal Stalowa Wola parvient à s'y maintenir en 1993-1994 en terminant à la douzième place, huit points devant le Wisła Cracovie. Il est finalement relégué dès la saison suivante, et n'y retournera plus.
Stal Stalowa Wola a enregistré deux promotions consécutives lors des saisons 2022-23 et 2023-24, en accédant à la deuxième division via les play-offs lors de la saison 2023-24. Leur victoire 2-1 contre KKS Kalisz en finale des play-offs a marqué leur retour en deuxième division après 14 ans d'absence.

## Palmarès
- Champion de Pologne de deuxième division : 1991